# Fédération canadienne des étudiants et étudiantes - section Québec
La Fédération canadienne des étudiants et étudiantes - section Québec  était la section québécoise de la Fédération canadienne des étudiantes et étudiants (FCÉÉ). Historiquement, la FCÉÉ a eu de nombreux litiges avec les associations étudiantes au sujet de ses règles d'adhésion. En vertu des règlements de la FCÉÉ, les associations étudiantes sont contractuellement tenues de payer des frais d'adhésion à la FCÉÉ, même si les représentants officiels de l'association étudiante ne désirent pas rester membre. Cet arrangement a conduit à de nombreuses batailles juridiques entre la FCÉÉ et les associations étudiantes qui souhaitent quitter ou intégrer l'organisation.
En octobre 2009, la section Québec de la FCÉÉ a cessé d'opérer en tant qu'affilié provincial reconnu par la FCÉÉ. Actuellement, la FCÉÉ ne représente aucun membre au Québec.

## Université Concordia
La FCÉÉ a subi une poursuite judiciaire par la Concordia Student Union (CSU), représentant 22 000 membres, pour obtenir la reconnaissance d'un vote pour quitter la FCÉÉ en 2011,,.
L'exécutif national a refusé d'accorder un vote de désaffiliation avant le versement de 1,8 million de dollars en présumés frais d'adhésion. Lex Gill, alors président de CSU, a fermement démenti cette affirmation: "I am completely firm in my conviction that we do not owe the CFS $1.8 million and never have." En 2015, La FCÉÉ et CSU sont parvenus à un accord selon lequel "l'adhésion à la CSU a été résiliée". La Concordia Graduate Student Association (GSA), représentant 5 000 membres aux cycles supérieurs, a également mis fin à son adhésion. Les détails de l'accord demeurent confidentiels.

## Université McGill
En avril 2010, les membres de l'Association des étudiants et étudiantes de 2e et 3e cycles de l'Université McGill (en anglais : Post-Graduate Students’ Society of McGill University - PGSS), représentant 7 500 membres, ont voté à 86% en faveur de la fin de leur adhésion à la FCÉÉ. La FCÉÉ n'a pas reconnu les résultats de ce vote, ce qui a conduit PGSS à intenter une poursuite judiciaire.
Le procès de PGSS est toujours en cours. En janvier 2015, un deuxième référendum sur l'adhésion de PGSS a eu lieu, à la suite d'une ordonnance d'un tribunal contre la FCÉÉ en réponse à une poursuite distincte déposée par Ge Sa, un étudiant aux cycles supérieurs de l'Université McGill, demandant la reconnaissance d'une pétition pour la désaffiliation de PGSS à la FCÉÉ, transmise par Sa en 2014.
Lors du référendum de 2015, les étudiants aux cycles supérieurs de McGill ont voté massivement en faveur de la désaffiliation de PGSS, à 2014 voix contre 56.